# Gravity Is My Enemy
Gravity Is My Enemy (übersetzt: Die Schwerkraft ist mein Feind) ist ein US-amerikanischer Dokumentarfilm von John C. Joseph aus dem Jahr 1977, der für und mit dem Film mit einem Oscar ausgezeichnet wurde.

## Inhalt
Der Film gibt einen kurzen Einblick in das Leben des gelähmten Malers Mark Hicks aus Manhattan Beach in Kalifornien, der mit 14 Jahren von einem Baum fiel und seitdem an Tetraplegie, einer Lähmung von Armen und Beinen, leidet. Seine Arbeiten werden gezeigt und sein Studentenleben an der Universität in Los Angeles beleuchtet. Höhepunkt des Films ist Hicks’ erste Ausstellung in San Francisco.

## Hintergrund, Veröffentlichung
Co-Produzent Jan Stussy war der Kunstlehrer von Mark Hicks. Drehort des Films war Los Angeles in Kalifornien. Produziert wurde der Film von University of California, Los Angeles (UCLA).
Die Premiere des Films fand im Oktober 1977 beim Chicago International Film Festival statt.

## Auszeichnung
1978 wurde der Film in der Kategorie Bester Dokumentar-Kurzfilm mit dem Oscar ausgezeichnet.